# Temperatura di Planck
La temperatura di Planck è l'unità di misura di Planck che rappresenta l'unità di misura naturale della temperatura, solitamente indicata con TP.
Come molte delle unità di misura di Planck, costituisce un limite insuperabile: la temperatura più elevata ammessa dalla meccanica quantistica. Si pensa che sia la temperatura a cui evapori un buco nero e quella iniziale del Big Bang, secondo il modello standard della cosmologia.

## Definizione
Si definisce temperatura di Planck quella corrispondente alla massa di Planck (a meno di costanti):
{\displaystyle T_{P}={\frac {m_{P}c^{2}}{k}}={\sqrt {\frac {\hbar c^{5}}{Gk^{2}}}}} = 1,41679×1032 K
dove:
- mP è la massa di Planck
- c è la velocità della luce nel vuoto
- {\displaystyle \hbar } è la costante di Planck ridotta (o costante di Dirac)
- k è la costante di Boltzmann
- G è la costante gravitazionale.

Essa può essere dedotta dalle leggi della meccanica classica partendo dal fatto che un oscillatore armonico ideale (privo di dissipazioni) in equilibrio termico con un gas ideale a una temperatura {\displaystyle T} racchiuso in una scatola con pareti perfettamente riflettenti e prive di attrito ha una energia di moto totale (energia cinetica + energia potenziale) pari a {\displaystyle kT}:
{\displaystyle <E>=kT}
Questa asserzione è vera e può essere dimostrata dalle leggi della meccanica classica (fu provata la prima volta da Boltzmann) e, successivamente, è stata confermata dalla meccanica quantistica.
Ponendo tale energia pari alla massa di Planck per {\displaystyle c^{2}} si ottiene per {\displaystyle T} la temperatura cercata:
{\displaystyle m_{P}c^{2}=kT_{P}=\hbar \nu _{P}}
Per un oscillatore armonico in equilibrio termico che scambia fotoni di frequenza {\displaystyle \nu _{P}} esiste la probabilità che si generi un buco nero tutte le volte che avviene lo scambio di un quanto d'energia {\displaystyle h\nu _{P}} e una frequenza più alta violerebbe la relatività generale di Einstein (vedi lunghezza di Planck). Ecco perché la temperatura di Planck è un limite superiore.
In teoria sarebbe possibile riscaldare un corpo alla temperatura di Planck ed esso emetterebbe, di conseguenza, la sua radiazione di corpo nero, ma in questo caso i risultati previsti dalla distribuzione spettrale di corpo nero (specialmente da corollari quali la Legge di Wien) fanno intendere che alla temperatura di Planck occorre fare ricorso a un'analisi più scrupolosa e a qualcosa di più profondo.
Per avere contezza di ciò, si consideri, in prima battuta, una scatola perfettamente chiusa, con pareti perfettamente riflettenti in cui si trovano un mucchio di oscillatori in equilibrio termico alla temperatura calcolata con la precedente formula e si calcoli l'energia media per la frequenza angolare di Planck {\displaystyle \nu _{P}}. Com'è noto, la formula per l'energia media per la frequenza {\displaystyle \nu _{P}} è data da:
{\displaystyle <E_{\nu _{P}}>={\frac {\hbar \nu _{P}}{e^{\frac {\hbar \nu _{P}}{kT_{P}}}-1}}}
Si osservi che la temperatura di Planck ottenuta prima è strettamente legata a {\displaystyle \nu _{P}} dalla relazione:
{\displaystyle T_{P}={\frac {\hbar \nu _{P}}{k}}}
Fatte le adeguate sostituzioni, si ottiene che:
{\displaystyle <E_{\nu _{P}}>=<E>{\frac {1}{2\pi (e-1)}}\thickapprox 9,2624\times 10^{-2}\cdot <E>}
Il numero medio di fotoni per il modo {\displaystyle \nu _{P}} è dato da:
{\displaystyle <N_{\nu _{P}}>\thickapprox 9,2624\times 10^{-2}}
Che sono relativamente pochi. Si potrebbe logicamente pensare che essendo estremamente energetici, ne bastino pochi a mantenere l'equilibrio termico, ma si tenga anche conto che a simili livelli d'energia gli oscillatori armonici non sono certo singoli atomi: la materia dovrebbe essere smembrata nelle unità fondamentali esistenti alla scala di Planck, per le quali non ci sono ancora modelli adeguati.
In seconda battuta, si osservi che un corpo nero in equilibrio termico alla temperatura di Planck dovrebbe irradiare la sua energia in massima parte alla lunghezza d'onda seguente (la moda della distribuzione ottenuta applicando la Legge di Wien):
{\displaystyle \lambda _{max}=b{\frac {1}{T_{P}}}=b{\frac {kc}{c\hbar \nu _{P}}}\thickapprox 1,2655\cdot l_{P}}
E alla frequenza:
{\displaystyle \nu _{max}={\frac {c}{\lambda _{max}}}={\frac {c\hbar \nu _{P}}{bk}}\thickapprox 7.9019\times 10^{-1}\cdot \nu _{P}}
Questi valori sono prossimi alle unità di Planck, ma evidentemente distanti. Sembra strano che il massimo d'emissione non avvenga alla frequenza angolare di Planck (o alla lunghezza di Planck che dir si voglia). Si tenga conto, infatti, che a una determinata temperatura di equilibrio corrisponde una sola frequenza ben specifica e se la temperatura di Planck, la lunghezza di Planck e la frequenza angolare di Planck sono limiti invalicabili, la Legge di Wien che è la derivata dalla distribuzione spettrale di corpo nero dovrebbe unificarle.
La funzione di distribuzione spettrale, inoltre, è positiva e continua anche per frequenze maggiori di quella di Planck. Quest'ultima possibilità è vietata dalla relatività generale di Einstein. Simili fotoni non possono fisicamente manifestarsi, ma la distribuzione assegna a essi una probabilità non nulla di esistere.
Nel seguito si cercherà di dare una risposta agli interrogativi di cui sopra, anche se si comprende che per essere esaustiva occorrerebbe avere a disposizione una teoria che spieghi coerentemente i fenomeni che avvengono alla scala di Planck.
Poiché la relatività generale vieta l'esistenza di fotoni con frequenza superiore a {\displaystyle \nu _{P}}, si supponga che essi non esistano, pertanto è lecito pensare che ogni frequenza fisicamente possibile sia un sottomultiplo reale della frequenza di Planck. In sintesi, si supporrà che ogni frequenza {\displaystyle \nu } sia pari ad {\displaystyle \alpha \nu _{P}} con:
{\displaystyle \alpha ={\frac {\nu }{\nu _{P}}}}
ovviamente:
{\displaystyle 0<\alpha <1}
La distribuzione spettrale di corpo nero alla temperatura di Planck è data dalla formula:
{\displaystyle I(\nu )d\nu ={\frac {\hbar \nu ^{3}d\nu }{\pi ^{2}c^{2}(e^{\frac {\hbar \nu }{kT_{P}}}-1)}}}
Essa rappresenta l'intensità della radiazione emessa nell'intervallo di frequenze {\displaystyle [\nu ,\nu +d\nu ]}.
Considerato {\displaystyle <E>=h\nu _{P}}, il fatto che {\displaystyle \nu =\alpha \nu _{P}} e il fatto che:
{\displaystyle T_{P}={\frac {\hbar \nu _{P}}{k}}}
consentono di riscrivere la formula nel seguente modo:
{\displaystyle I(\alpha )d\alpha =<E>\cdot {\frac {\nu _{P}}{2\pi ^{3}c^{2}}}\cdot {\frac {\alpha ^{3}d\alpha }{e^{\alpha }-1}}}
dopo aver posto:
{\displaystyle d\alpha ={\frac {1}{\nu _{p}}}d\nu }
I primi due termini sono costanti, pertanto, ci si può concentrare sulla funzione in {\displaystyle \alpha } che è al terzo termine, trascurando {\displaystyle d\alpha }. Se ne calcoli la derivata prima e se ne studi il segno per {\displaystyle 0<\alpha <1}:
{\displaystyle {\frac {d}{d\alpha }}{\frac {\alpha ^{3}}{e^{\alpha }-1}}={\frac {3\alpha ^{2}e^{\alpha }-3\alpha ^{2}-\alpha ^{3}e^{\alpha }}{(e^{\alpha }-1)^{2}}}>0}
In {\displaystyle \alpha =0} il denominatore si annulla, ma in un intorno destro dello zero resta comunque positivo. La singolarità della derivata prima, inoltre, è eliminabile, infatti, scelto un {\displaystyle \alpha } non nullo in un intorno destro dello zero si ha:
{\displaystyle {\frac {3\alpha ^{2}e^{\alpha }-3\alpha ^{2}-\alpha ^{3}e^{\alpha }}{(e^{\alpha }-1)^{2}}}={\frac {3\alpha ^{2}(e^{\alpha }-1)}{(e^{\alpha }-1)^{2}}}-{\frac {\alpha ^{3}e^{\alpha }}{(e^{\alpha }-1)^{2}}}={\frac {3\alpha ^{2}}{e^{\alpha }-1}}-{\frac {\alpha ^{3}e^{\alpha }}{(e^{\alpha }-1)^{2}}}}
Applicando la regola di de l'Hôpital alla prima frazione, essa converge a zero e analoga sorte subisce la seconda. Applicando a essa la stessa regola, infatti, si ha:
{\displaystyle {\frac {3\alpha ^{2}e^{\alpha }+\alpha ^{3}e^{\alpha }}{2(e^{\alpha }-1)e^{\alpha }}}={\frac {3\alpha ^{2}+\alpha ^{3}}{2(e^{\alpha }-1)}}}
Riapplicandola si arriva a:
{\displaystyle {\frac {6\alpha +3\alpha ^{2}}{2e^{\alpha }}}}
che converge pure a zero.
Prolungando per continuità in {\displaystyle \alpha =0} e considerato il segno dei fattori in gioco, per trovare la soluzione della suddetta disequazione basta studiare il segno del numeratore che, diviso per {\displaystyle \alpha ^{2}} e per 3, sempre positivi, si riduce a studiare la disequazione:
{\displaystyle 1-{\frac {1}{3}}\alpha >e^{-\alpha }}
Da semplici osservazioni geometriche è possibile osservare che la retta:
{\displaystyle y=1-{\frac {1}{3}}\alpha }
è secante la curva {\displaystyle y=e^{-\alpha }}, poiché il suo coefficiente angolare (-1/3) è diverso da quello della tangente ad {\displaystyle y=e^{-\alpha }} nel punto {\displaystyle \alpha =0} (-1). Essa interseca l'asse delle ascisse per {\displaystyle \alpha =3}, dove {\displaystyle e^{-\alpha }} vale {\displaystyle e^{-3}>0}. In questo punto, quindi, {\displaystyle y=e^{-\alpha }} si trova al disopra della retta. Ma per {\displaystyle \alpha =1} la retta vale 2/3 ed {\displaystyle y=e^{-\alpha }} vale 1/e. Poiché:
{\displaystyle {\frac {2}{3}}>{\frac {1}{e}}}
La retta è al disopra di {\displaystyle y=e^{-\alpha }} e così resta fino ad {\displaystyle \alpha =0}
In conclusione: la distribuzione spettrale di corpo nero è sempre crescente per {\displaystyle 0<\alpha <1} (condizione necessaria per l'esistenza fisica dei fotoni in gioco), quindi, la Legge di Wien non è valida e il massimo di emissione è raggiunto per {\displaystyle \alpha =1}, cioè alla frequenza angolare di Planck (e quindi alla lunghezza di Planck). La condizione che unifica la distribuzione spettrale di corpo nero con la frequenza e la lunghezza di Planck è pertanto ripristinata: un ipotetico corpo nero alla temperatura di Planck raggiunge il massimo di emissione alla frequenza di Planck.
A questo punto diviene logico chiedersi a quali temperature la Legge di Wien e l'ammissibilità dei fotoni tornano validi e si partirà osservando che la temperatura di Planck è un estremante alla stessa stregua della frequenza angolare di Planck e della lunghezza di Planck. È logico, pertanto, pensare che ogni temperatura T sia un sottomultiplo reale della temperatura di Planck, quindi:
{\displaystyle \beta ={\frac {T}{T_{P}}}}
con {\displaystyle 0<\beta <1}
Riscrivendo opportunamente la distribuzione spettrale di corpo nero per tenere conto della variabilità della temperatura, si ottiene che:
{\displaystyle I(\alpha ,\beta )d\alpha =<E>\cdot {\frac {\nu _{P}}{2\pi ^{3}c^{2}}}\cdot {\frac {\alpha ^{3}d\alpha }{e^{\frac {\alpha }{\beta }}-1}}}
Derivando per {\displaystyle \alpha } anche in questo caso e studiando il segno si arriva alla seguente disequazione:
{\displaystyle 1-{\frac {1}{3\beta }}\alpha >e^{-{\frac {\alpha }{\beta }}}}
Per la quale valgono considerazioni analoghe a quelle fatte prima, ma l'intercetta dell'asse delle ascisse ora avviene per {\displaystyle \alpha =3\beta } e questo punto tende a 1 quando {\displaystyle \beta } tende a 1/3 da destra.
Si osservi che per le condizioni precedentemente poste, un fotone per essere "ammissibile", e quindi non violare la relatività generale, deve rispettare la condizione: {\displaystyle 1-\alpha >0}, con {\displaystyle \alpha >0} e la condizione:
{\displaystyle \beta ={\frac {1}{3}}}
è proprio quella che, in un certo senso, vieta l'esistenza di fotoni "inammissibili" e fa rimanere valida la Legge di Wien (ammettendo che {\displaystyle 0<\alpha <1}), fermo restando che la distribuzione spettrale assegna ancora, a simili fotoni, la possibilità d'esistere! Ma quali conclusioni si possono trarre quando {\displaystyle \beta } supera il valore suddetto? Il punto di intersezione tenderà ad avvicinarsi a 3 da sinistra e compariranno fotoni "inammissibili" (per i quali {\displaystyle 1-\alpha <0}). La legge di Wien, a un certo punto, incomincerà a esprimere il suo massimo prima per {\displaystyle \alpha =1}, poi si sposterà nella regione di inammissibilità dei fotoni ({\displaystyle \alpha >1}). Intanto viene raggiunta la temperatura di Planck, ma il massimo di emissione osservabile in tutto questo processo di aumento della temperatura resterà sempre attestato alla frequenza di Planck, come se l'energia ulteriormente inserita venisse "risucchiata" (si osservi che il massimo di emissione, derivato dalla Legge di Wien, viene raggiunto nella regione di "inammissibilità", dove {\displaystyle 1<\alpha <3}). È bene sottolineare che tutto questo processo avviene in condizioni in cui la relatività generale è in contrasto con la meccanica quantistica, a meno che non intervenga un qualche meccanismo della natura che impedisca a un fotone di comportarsi in maniera così assurda o che le due teorie in esame siano solo approssimazioni di un qualcosa di più profondo (cosa più probabile).
Ciò fa pensare a un fatto che, in linea di principio, potrebbe superare il problema: l'ulteriore energia inserita aggiunge anche ulteriore massa in uno spazio, per ipotesi, confinato (il corpo nero riscaldato) e questa si converte in una schiuma ribollente di "mini buchi neri" dove solo la gravità quantistica può dare delle risposte. Forse, fenomeni come quelli su descritti avvengono nei nuclei in collasso gravitazionale di stelle che si trasformano in buchi neri.
È bene, però, sottolineare che quanto sopra rappresenta solo uno "spingere al limite" una formula per evidenziare "quali cose non funzionano" e cercare di cogliere i semi di una teoria più profonda. Come si può evincere, alcune cose che "non funzionano" ci sono, d'altronde, si è supposto nei calcoli che lo spazio continui a essere un "continuum immutabile", in realtà, l'aggiunta di energia influisce sul campo gravitazionale e, quindi anche sullo spazio e questo è uno dei principali punti di disaccordo tra meccanica quantistica e relatività.
Va anche notato che la formula della temperatura di Planck è analoga (a meno di un fattore {\displaystyle 8\pi }) a quella della radiazione di Hawking proveniente da un buco nero di Schwarzschild con massa pari alla massa di Planck (che sarà definito "buco nero di Planck"). Ciò rafforzerebbe l'ipotesi che essa è la temperatura del "lampo finale" di un buco nero immediatamente prima di consumarsi definitivamente per il processo quantistico di evaporazione e, forse, la temperatura iniziale del Big Bang.
Secondo Hawking, inoltre, un buco nero di Planck evaporerebbe in un tempo pari a:
{\displaystyle 5120\pi {\sqrt {\frac {G\hbar }{c^{5}}}}=5120\pi t_{P}\thickapprox 8,6714\times 10^{-16}ys}
ciò rafforzerebbe ulteriormente l'ipotesi del "ribollire" di mini buchi neri nella struttura dello spazio alla scala di Planck.